# 所幸則
所 幸則（ところ ゆきのり、1961年- ）は、日本の写真家。大阪芸術大学客員教授。大阪芸術大学芸術学部写真学科卒業。フリーのフォトグラファーとして、雑誌、広告、写真集など活動をはじめる。国内をはじめドイツ、イギリスのポスターも手がける。独特な世界観で世界的に高い評価を得る。作品では初期作品から天使や妖精のファンタジー作品を発表している。
ナンバーの表紙では北澤豪、長嶋茂雄、イビチャ・オシム監督、ストイコビッチ、ボブ・サップ、スピードスケートの清水選手などが有名作。広告では、cartier、コカ・コーラ、アラン・シルベスタイン、コシノミチコ、コシノヒロコ、WEST（ドイツ）、HERB & SPICE COMPANY（ロンドン）、フジテレビ、日本テレビ、テレビ朝日、四国デジタルツーカー、パナソニック、ナイキ、Canon、カシオ、PARCO劇場、三菱電機、リーバイス、日本リーバを手がけているが、2007年世界フィギュアスケート選手権ポスターで安藤美姫、浅田真央、中野友加里、髙橋大輔、織田信成、アイスダンスペア木戸・渡辺のポスター6連張りを行った。
独特な世界観をもち、現実と非現実を浮遊しているような奇跡とも言える作品は、
写真という枠組みを超え、世界的にも類いなアーティストとして各界から高い評価を得ている。
2006年に美術出版社から出された集大成的作品集「CHIAROSCURO 天使に至る系譜」をもって、
第一期 所幸則としてのキャリアをリセットすることを決意。
2007年より、モノクロームによる東京の渋谷のランドスケープを中心に新しい第二期所幸則としての作家活動を始める。
2008年に瞬間とは違った概念の時間軸を取り入れたOne Secondシリーズの制作を開始。
2008年秋には個展「渋谷1 Second瞬間と永遠」を渋谷で開催。
2009年5月にはEYEMAZING（オランダのファインアートフォトマガジン）で「shibuya one second」シリーズで特集が組まれる。2012年春に同誌で新作のヌードシリーズで特集がくまれる。
現在日本のCAPA(学研）においてスローフォトというタイトルで連載している。2011年10月号からスタート。
2014年 4月から大阪芸術大学客員教授に就任。

## 略歴
- 1992年 - 世界写真見本市「フォトキナ92」日本代表作品出展
- 1995年 - 日本写真家協会と文化庁が選んだ「日本現代写真展」に出展（表現への試みで独自の方法論を模索し確立した写真家たちの部）、保存される。
- 1998年-4月東京都写真美術館「MEDIALOGUE 日本の現代写真'98」に出展。
- 2009年-9月「TOKYO PHOTO 2009」 GALLERY21より出展。
- 2010年-3月31日〜5月30日大型個展、所幸則写真展「PARADOX」をGALLERY 21（ギャラリー・ヴァンテアン）にて開催。
- 2010年-8月、多国籍オンラインマガジン“10.(テンテン)”に特集が組まれる。
- 2010年-9月には日本唯一のフォトアートフェアである「東京フォト*2010」にメイン作家として出展
- 2010年-10月冬青社にて「写真における新しい取り組み」とギャラリーバーアムリタにて「失われていく渋谷、失われて行った渋谷」開催。
- 2010年-11月6日〜12月19日には上海のM50にて「上海1秒」を開催。
- 2011年-2月、ニューヨークのオンラインマガジン NEW YORK OPTIMISTに紹介される。
- 2011年-3月、フランスのアートキュレートマガジンAs de Pixelに特集。
- 2011年-9月、日本唯一のフォトアートフェアである「東京フォト*2011」に出展。
- 2011年-9月、東京写真プロジェクト『東京画』参加。
- 2011年-10月、『月刊CAPA』連載。
- 2011年-10月、上海外滩美术馆（Rockbund Art Museum）でワークショップ「上海のアート村M50の側にて」
- 2012年-4月、「個園 ー 中日現代美術交流展」 展覧会場： 人可艺术中心 日本側アーティスト： 草間彌生、荒木経惟、所幸則、端聡、岡部昌生
- 2012年-5月、東京画展「TOKYO-GA meets NYPH *2012」in NEWYORKE
- 2012年-6月、所幸則個展「1second─ほんとうにあったように思えてしまう事」 Niiyama's Gallery and sales Salon
- 2012年-10月、渋谷芸術祭に参加。東急ヒカリエにてグループ展開催
- 2012年-10月26日（金）〜12月9日（日）所幸則　One Second 2008-*2012 in 塩江美術館企画展示(NHKにて個展放送)
- 2012年-10月、フォトラボK開催（アートとして香川を記録し続けるプロジェクト）
- 2013年-2月、東京画 meets OSAKA *2013
- 2013年-2月、エスプリ・ド・パリ展 ロバートフランク、サラムーン、森山大道、所幸則での オムニバス展に参加
- 2013年-3月、TOKYO SHIBYA LOVERS PHOTOGRAPHERグループ展（渋谷ハチ公前 アオガエル電車内・目黒Galleryコスモス）
- 2013年 11月1日(土)、写真家 所幸則 秘密の写真展 in 高松 フェ想創
- 2013年 11月8日（金）〜10日（日）、Mt.ROKKO INTERNATIONAL PHOTOGRAPHY FESTIVAL 2013 EXHIBITION in アルペンローゼ
- 2013年 12 月 所幸則写真展【アインシュタインロマン with10 人の新鋭作家たち】Gallery Conceal Shibuya
- 2014年 4月から大阪芸術大学客員教授に就任。
- 2014年 1月6日〜16日 TOKYO-GA meets DAIKANYAMA presented by Time Out Tokyo に出展。
- 2014年 4月上海 M50-office339 にて所幸則の【時間と空間】
- 2014年 9月写真集【渋谷ワンセコンドvol1】蒼穹社より発売。
- 同九月銀座にて、発売記念所幸則写真展【渋谷ワンセコンドと世界のワンセコンド】を開催。
- 2014年 9月10日より阿倍野ハルカス24階大阪芸大キャンパス内にて新教授所幸則と赤木正和2人展＋ハービー山口特別出展が開催。
- 2014年 9月 東京渋谷ラバーズフォトグラファーズ【渋谷と渋谷から見た東京展】を主宰として企画。塩江高松市美術館
- 2014年 10月 所幸則個展、【世界の時間と空間展】企画中 塩江高松市美術館

- Museum furkunst und Gewewbe Hamburg:1点収蔵
- 神戸ファッション写真美術館:18点収蔵
- 2015年　6月　所幸則個展、アッシュペーフランス丸の内ウインドウズギャラリーにて【アインシュタインロマン】
- 2015年　7月〜9月末　までESPACE KUU 空にて所幸則個展PARADOX-TIME【アインシュタインロマンスをめぐる冒険】
- 2016年　2月　所幸則写真展　　Gallery TANTO TEMPO　アインシュタインロマンス
- 2017年　4月　所幸則個展、アッシュペーフランス丸の内ウインドウズギャラリーにて【うさぎガールと黒縁眼鏡】
- 2017年　8月ソニーイメージングギャラリー 銀座所幸則 作品展 時のWizard
- 2017年         所幸則展 -高松市塩江美術館　うさぎガールと黒縁眼鏡　高松市美術館に作品収蔵される。
- 2018年　7月　東京・日本橋三越本店で催されたアートフェス日本橋三越美術市「凛」に、所幸則ブースで出典
- 2018年　10月　所幸則写真展 fujifilm GFX版カラー 　ジフイルムスクエア内ギャラリーＸ
- 2018年サンフランシスコMOMAにアインシュタインロマン写真集＆オリジラルプリント作品２点が修造される。
- 2019年11月「アインシュタインロマンス カラー」Gallery Conceal Shibuya（ギャラリー・コンシール 渋谷）
- 2020年　東京好奇心ー渋谷文化村にて渋谷の作品を発表している。

## 作品
- CHIAROSCURO 天使に至る系譜（美術出版社）
- 眠ル繭（ゲームキャラクターデザイン＋ゲームデザイン）
- 日本現代写真史1945-95（文化庁）
- キアロスクーロ（美術出版社）
- YUKINORI TOKORO（用美社）
- diva（リブロポート）
- Saints and sinnerS（ぶんか社）
- ワクワクの木(アゴスト）
- 幻想の世界の住人たち（Mac版自作、Windows版NEC)
- 夢みる廻廊（日本経済新聞社）
- 1sec One second 01
- ONE SECOND vol.1 SHIBUYA (蒼穹舎)
- アインシュタインロマン (蒼穹舎)